# Kongshavn
Kongshavn (tysk: Königshafen) er en bugt, der ligger mellem Listland og Albuen ved friserøen Sild.
Bugten er den nordligst liggende bugt i Tyskland og har et areal på cirka 4,2 km². Før 1864 var bugten en del af de kongerigske enklaver på Sønderjyllands vestkyst. En cirka 300 meter bred klittange (på tysk Nehrung) afskærer bugten fra det åbne Vesterhav. Den på den måde beskyttede bugt dannede over århundreder en sikker naturhavn for skibsfarten. Men allerede i 1700-tallet begyndte bugten at tilsande, hvormed den mistede efterhånden sin forhenværende betydning som naturhavn.
I 1644 udspillede Slaget i Listerdyb sig direkte ved bugten. Den har herefter fået navn efter den danske konge og sønderjyske hertug Christian 4. En stor del af bugten indgik 1985 i nationalparken Vadehavet. 
55°2′7″N 8°25′20″Ø / 55.03528°N 8.42222°Ø